# わし座ガンマ星
わし座γ星 (γ Aql) は、わし座の恒星で3等星。

## 概要
K型の輝巨星。まだ誕生から1億年ほどしか経っていないが、既に中心核では水素核融合の段階を終え、ヘリウムの核融合により炭素が作られている段階であると考えられており、将来は白色矮星となると予想されている。

## 名称
固有名のタラゼド (Tarazed)。これは、元々ペルシャのアステリズムで「（はかりの）竿」を意味する shāhīn-i tarāzū に由来する。これは、横に並ぶα星、β星の3つの星を秤の竿に見立てたもので、β星の由来も同一である。2016年8月21日に国際天文学連合の恒星の命名に関するワーキンググループ (Working Group on Star Names, WGSN) は、Tarazed をわし座γ星の固有名として正式に承認した。